# Cygnus CRS Orb-2
Cygnus CRS Orb-2 även känd som Orbital-2, var den tredje flygningen av företaget Orbital Sciences Corporation rymdfarkost Cygnus för att leverera förnödenheter, syre, vatten. Farkosten var uppkallad efter den avlidne astronauten Janice E. Voss. 
Uppskjutningen gjordes med en Antaresraket den 13 juli 2014. Tre dagar senare, den 13 juli dockades farkosten med rymdstationen ISS, med hjälp av Canadarm2. Farkosten lämnade rymdstationen den 15 augusti 2014 och brann upp i jordens atmosfär den 17 augusti 2014.

### Fotnoter
1. ↑  ”NASA Space Science Data Coordinated Archive” (på engelska). NASA. https://nssdc.gsfc.nasa.gov/nmc/spacecraft/display.action?id=2014-039A. Läst 24 mars 2020.
2. ↑  Manned Astronautics - Figures & Facts Arkiverad 5 oktober 2015 hämtat från the Wayback Machine., läst 28 juli 2016.